# Sybra quadriguttata
Sybra quadriguttata là một loài bọ cánh cứng trong họ Cerambycidae.